# Tahar Rahim
Tahar Rahim est un acteur français, né le 4 juillet 1981 à Belfort (Franche-Comté).
En 2010, il reçoit le César du meilleur acteur pour le film Un prophète. Sa carrière prend par la suite une dimension internationale : il joue notamment le rôle du tueur en série Charles Sobhraj dans la mini-série Le Serpent (2021) et celui de Mohamedou Ould Slahi, un détenu au camp de Guantánamo dans Désigné coupable (2021). 
En 2024, il interprète le rôle de Charles Aznavour dans le film Monsieur Aznavour, qui dépasse les deux millions de spectateurs au cinéma en 2024 et lui permet d'obtenir une nouvelle nomination pour le César du meilleur acteur en 2025.

## Biographie

### Origines et formation
Tahar Rahim est issu d'une famille modeste algérienne, originaire d’Oran,, (son père y était professeur d'arabe, avant de devenir ouvrier en France,), composée de dix enfants. Il grandit dans le quartier des Résidences à Belfort et passe son temps dans les salles de cinéma qu'il fréquente dès son adolescence. À ce propos, dans Libération Next, il déclare qu'il était « dans une semi-hypnose ». Il fait ses études au lycée Condorcet de Belfort, puis, après avoir « [perdu] deux ans en fac de sport puis de maths-informatique », il fait des études cinématographiques à l'Université Paul-Valéry de Montpellier,.

### Révélation critique
Pendant qu'il poursuit ses études à l'université, il joue dans le docufiction de Cyril Mennegun, Tahar l'étudiant qui s’inspire largement de la vie du futur comédien en 2005. Après ses études de cinéma, il participe à la série de Canal+, la Commune, puis fait une brève apparition dans le film À l'intérieur d'Alexandre Bustillo et Julien Maury, la même année.

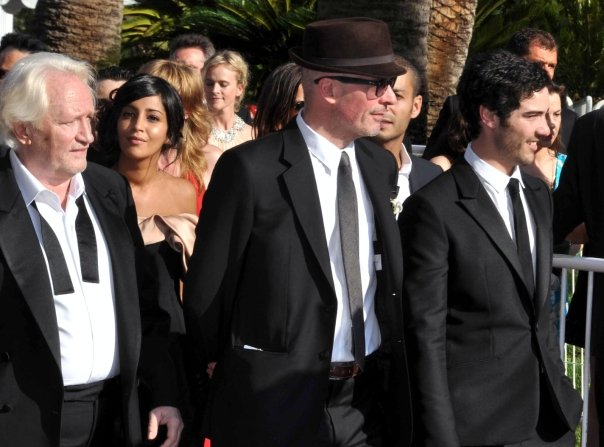
Niels Arestrup, Jacques Audiard et Tahar Rahim au festival de Cannes 2009.

Son premier grand rôle lui est donné par Jacques Audiard, en 2009, dans Un prophète qui reçoit un accueil critique très favorable de la presse lors de sa présentation au Festival de Cannes, notamment pour sa performance d'acteur,,. Il y interprète le rôle de Malik qui lui vaut le prix du meilleur comédien européen 2009 et le prix Lumières du meilleur acteur en 2010 mais surtout le César du meilleur espoir masculin et celui du meilleur acteur lors de la 35e cérémonie des César le 27 février 2010. Ce second doublé pour un comédien décide l'Académie des Césars à modifier le règlement l'année suivante afin d'interdire le cumul de nominations pour un même rôle dans différentes catégories,.
L'année 2011 est marquée par la sortie de quatre longs métrages : tout d'abord, l'acteur entame une carrière internationale en incarnant un prince picte dans le péplum L'Aigle de la Neuvième Légion, réalisé par Kevin Macdonald, porté par Channing Tatum et Jamie Bell. La même année, il défend aussi des premiers rôles : un jeune Algérien durant la Seconde Guerre mondiale dans le film indépendant français Les Hommes libres, d'Ismaël Ferroukhi. Puis il joue un jeune Français s'éprenant d'une Chinoise dans le film d'auteur Love and Bruises de Lou Ye. Enfin, il est la tête d'affiche de la grosse production internationale Or noir de Jean-Jacques Annaud.
L'année suivante, il fait partie du jury des longs métrages du Festival du film asiatique de Deauville présidé par Elia Suleiman. Il partage aussi l'affiche du drame social À perdre la raison, de Joachim Lafosse, avec Émilie Dequenne.

### Tête d'affiche du cinéma français et diversification internationale

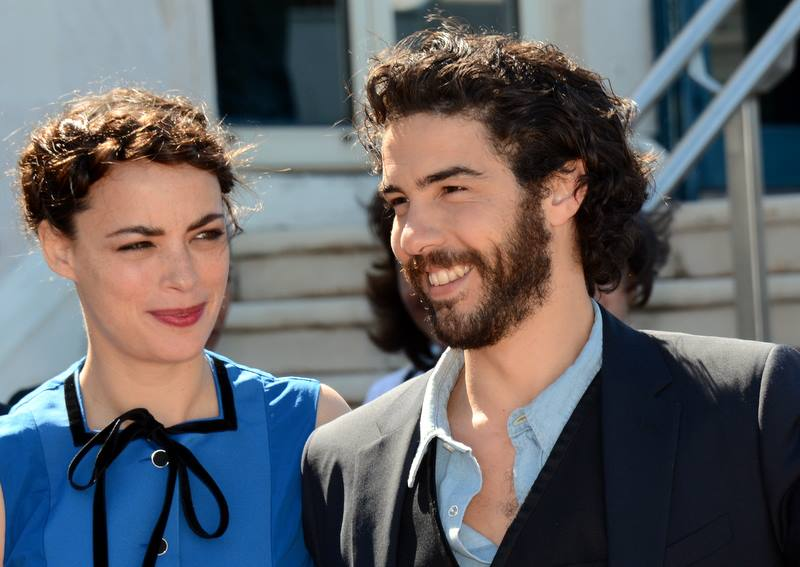
Tahar Rahim, avec Bérénice Bejo, au festival de Cannes 2013.

En 2013, il tient les premiers rôles de trois projets médiatisés : le drame multi-récompensé Le Passé d'Asghar Farhadi avec Bérénice Bejo ; la romance sociale Grand Central de Rebecca Zlotowski, qui l'oppose cette fois à Léa Seydoux. Durant l'année 2014, il joue avec Omar Sy dans la comédie dramatique Samba d'Éric Toledano et Olivier Nakache ; puis il joue un cambrioleur bienveillant pour la comédie familiale Le Père Noël d'Alexandre Coffre. Enfin, il tient le premier rôle du film indépendant The Cut de Fatih Akın.

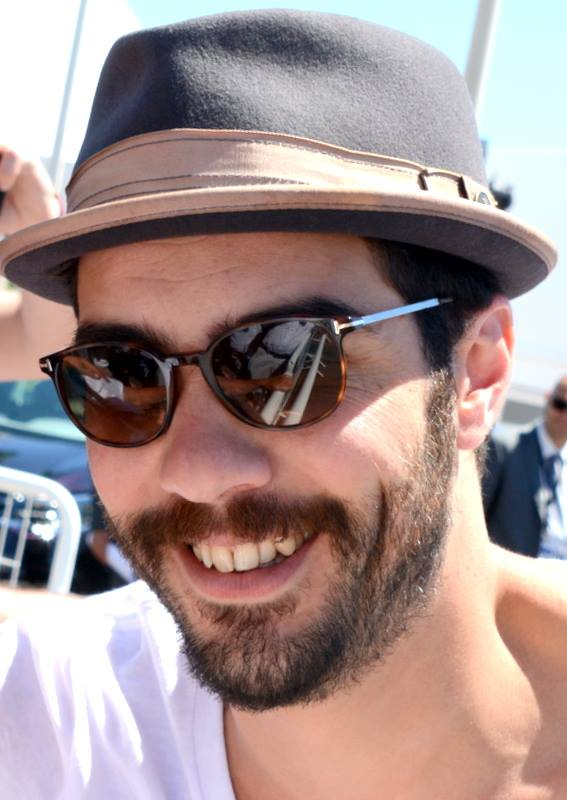
Tahar Rahim au festival de Cannes 2015.

Durant le festival de Cannes 2015, il fait partie du jury « Un certain regard » présidé par la comédienne italo-américaine Isabella Rossellini. Il vient aussi y défendre le drame Les Anarchistes, écrit et réalisé par Élie Wajeman. Il revient aussi à la télévision pour la série franco-britannique Panthers.
L'année 2017 est marquée par la sortie de deux projets plus discrets : le drame fantastique Le Secret de la chambre noire de Kiyoshi Kurosawa et le film d'auteur Le Prix du succès de Teddy Lussi-Modeste.
En 2018, il tient le rôle principal (celui de l'agent du FBI Ali Soufan) dans la série américaine The Looming Tower, qui évoque les ratés de la communication entre la CIA et le FBI menant aux attentats du 11 septembre 2001. Il joue aussi dans le drame indépendant américain Marie Madeleine de Garth Davis, où il incarne Judas. Enfin, il partage l'affiche de la romance indépendante Joueurs de Marie Monge.
En 2019, il fait partie du quatuor central du film indépendant américain The Kindness of Strangers de Lone Scherfig.
En 2020, il joue aux côtés de sa femme, Leïla Bekhti dans la première série de Damien Chazelle, The Eddy. Il tient aussi le rôle principal de Mohamedou Ould Slahi dans Désigné coupable (The Mauritanian) de Kevin Macdonald, adaptation des mémoires Les Carnets de Guantánamo (Guantanamo Diary).
En 2021, il incarne Charles Sobhraj, un tueur en série français de touristes dans le sud-est asiatique, au milieu des années 1970, dans la mini-série Le Serpent, diffusée sur BBC One, puis Netflix. La même année, il est membre du jury lors de la 74e édition du festival de Cannes, présidé par Spike Lee.
En juin 2022, l'acteur est annoncé dans l'un des prochains films du MCU : Madame Web de S. J. Clarkson.
En novembre 2022 il est membre du jury des longs-métrages du 19e festival international du film de Marrakech, présidé par Paolo Sorrentino, au côté notamment de Diane Kruger, Oscar Isaac et Justin Kurzel. Il y retrouve également Nadine Labaki avec qui il était juré lors du festival de Cannes 2015, dans la section « Un certain regard ».
En février 2023, il est le président de la 48e cérémonie des César, qui a lieu à l'Olympia.
En novembre 2023, il joue le rôle de Paul Barras dans le long métrage Napoléon de Ridley Scott. Il y avait annoncé sa participation en février 2022.
En octobre 2024, il joue le rôle de Charles Aznavour dans un biopic co-réalisé par Grand Corps Malade et Mehdi Idir aux côtés de Marie-Julie Baup dans le rôle d’Edith Piaf et Bastien Bouillon dans le rôle de Pierre Roche.
Le film dépasse les deux millions de spectateurs au cinéma en 2024 et lui permet d'obtenir une nouvelle nomination pour le César du meilleur acteur en 2025 .
Il est annoncé pour jouer l'inspecteur Javert dans l'adaptation des Misérables de Fred Cavayé dont la sortie est prévue en 2026.

## Vie privée
Depuis 2010, Tahar Rahim est marié avec l'actrice Leïla Bekhti, qu'il a rencontrée sur le tournage du film Un prophète. Le 25 juillet 2017, Leïla Bekhti donne naissance à leur premier enfant, un garçon prénommé Souleïman. En janvier 2020, elle accouche de leur deuxième enfant, une fille, en décembre de la même année, de leur troisième enfant, un garçon et en mars 2024, de leur quatrième enfant, une fille.

## Filmographie

### Longs métrages

#### Années 2000
- 2007 : À l'intérieur d'Alexandre Bustillo et Julien Maury : un policier municipal
- 2009 : Un prophète de Jacques Audiard : Malik El Djebena

#### Années 2010
- 2011 : L'Aigle de la Neuvième Légion (The Eagle) de Kevin Macdonald : le Prince des Pictes
- 2011 : Les Hommes libres de Ismaël Ferroukhi : Younes
- 2011 : Love and Bruises de Lou Ye : Mathieu
- 2011 : Or noir de Jean-Jacques Annaud : Auda
- 2012 : À perdre la raison de Joachim Lafosse : Mounir
- 2013 : Le Passé d'Asghar Farhadi : Samir
- 2013 : Grand Central de Rebecca Zlotowski : Gary
- 2013 : Gibraltar de Julien Leclercq : Redjani Belimane
- 2014 : Samba d'Éric Toledano et Olivier Nakache : Wilson
- 2014 : Le Père Noël d'Alexandre Coffre : le père Noël
- 2014 : The Cut de Fatih Akın : Nazaret Manoogian
- 2015 : Les Anarchistes d'Élie Wajeman : Jean Albertini
- 2016 : Réparer les vivants de Katell Quillévéré : Thomas Remige
- 2017 : Le Secret de la chambre noire de Kiyoshi Kurosawa : Jean
- 2017 : Le Prix du succès de Teddy Lussi-Modeste : Brahim
- 2018 : Marie Madeleine (Mary Magdalene) de Garth Davis : Judas
- 2018 : Joueurs de Marie Monge : Abel
- 2019 : Un hiver à New York (The Kindness of Strangers) de Lone Scherfig : Marc

#### Années 2020
- 2021 : Désigné coupable (The Mauritanian) de Kevin Macdonald : Mohamedou Ould Slahi
- 2022 : Don Juan de Serge Bozon : Laurent
- 2023 : Napoléon de Ridley Scott : Paul Barras
- 2024 : Madame Web de S. J. Clarkson : Ezekiel Sims
- 2024 : Monsieur Aznavour de Grand Corps Malade et Mehdi Idir : Charles Aznavour
- 2025 : Alpha de Julia Ducournau
- 2026 : Les Misérables de Fred Cavayé : Javert

### Court métrage
- 2010 : You Never Left de Youssef Nabil

### Téléfilm
- 2005 : Tahar l'étudiant de Cyril Mennegun : Tahar (docu-fiction)

### Séries télévisées
- 2007 : La Commune, de Philippe Triboit : Yazid Fikry (8 épisodes)
- 2012 : Bref. (épisode 53 : Y'a des gens qui m'énervent)
- 2015 : Panthers : Khalil (mini-série, 6 épisodes)
- 2018 : The Looming Tower : Ali Soufan (mini-série, 10 épisodes)
- 2020 : The Eddy : Farid (3 épisodes)
- 2021 : Le Serpent : Charles Sobhraj (mini-série, 8 épisodes)
- 2022 : Extrapolations : Omar et Ezra Haddad

### Doublage
- 2024 : Mufasa : Le Roi lion : Mufasa (Aaron Pierre)[29] (voix)

### Publicité
- 2021 : Narrateur francophone et anglophone du segment consacré à Paul Pogba dans la campagne «Impossible is nothing» de la marque Adidas[30],[31] à la veille de l'UEFA Euro 2021.

## Théâtre
- 2007-2008 : Libres sont les papillons de Leonard Gershe, adaptation et mise en scène de Hélène Zidi, rôle de Benjamin

## Distinctions

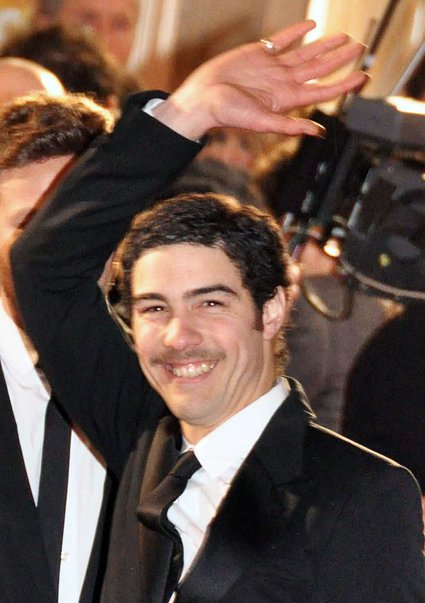
Lors des César 2010 où il reçoit deux prix pour Un prophète.

### Récompenses
- Prix du cinéma européen 2009 : Meilleur acteur européen pour Un prophète
- Globe de cristal 2010 du meilleur acteur pour Un prophète
- Étoile d'or de la presse du cinéma français 2010 de la révélation masculine pour Un prophète
- Lumières 2010 : Lumière du meilleur acteur pour Un prophète
- César 2010 : 
  - César du meilleur espoir masculin pour Un prophète
  - César du meilleur acteur pour Un prophète
- Prix Patrick-Dewaere 2010
- Festival international des jeunes réalisateurs de Saint-Jean-de-Luz 2015 de la meilleure interprétation masculine pour Les Anarchistes

### Nominations
- British Academy Film Awards 2010 : Orange Rising Star Award
- Chicago Film Critics Association Awards 2010 : Acteur le plus prometteur pour Un prophète
- London Critics Circle Film Awards 2010de : acteur de l'année pour Un prophète
- International Cinephile Society Awards 2011 : meilleur acteur pour Un prophète
- International Online Cinema Awards 2011 : meilleur acteur pour Un prophète
- Irish Film and Television Awards 2011 : meilleur acteur international pour Un prophète
- Online Film & Television Association Awards 2011 : meilleure révélation masculine pour Un prophète
- Village Voice Film Poll 2011 : meilleur acteur révélation masculine pour Un prophète
- Chlotrudis Awards 2014 : Meilleur acteur dans un second rôle pour Le Passé
- Lumières 2014 : Lumière du meilleur acteur pour Grand Central
- British Academy Film Awards 2021 : Meilleur acteur pour Désigné coupable
- Prix du cinéma européen 2021 : Meilleur acteur européen pour Désigné coupable
- Golden Globes 2021 : Meilleur acteur pour Désigné coupable
- London Critics Circle Film Awards 2021 : de l'acteur de l'année pour Désigné coupable
- Online Association of Female Film Critics 2021 : meilleure révélation masculine pour Désigné coupable
- Women Film Critics Circle Awards 2021 : meilleur acteur pour Désigné coupable
- Golden Globes 2022 : Golden Globe du meilleur acteur dans une mini série pour Le Serpent
- Royal Television Society 2022 : meilleur acteur dans une mini série pour Le Serpent
- César 2025 : meilleur acteur pour Monsieur Aznavour

### Décorations
- Commandeur de l'ordre des Arts et des Lettres en 2021[32],[33]. Officier en 2017[34]